# 索科 (缅因州)
索科（英語：Saco），是美國緬因州約克縣的一座城市，位於索科河畔。根據美國2000年人口普查，人口為16,822人。
1762年設鎮。1867年建市。

## 外部链接

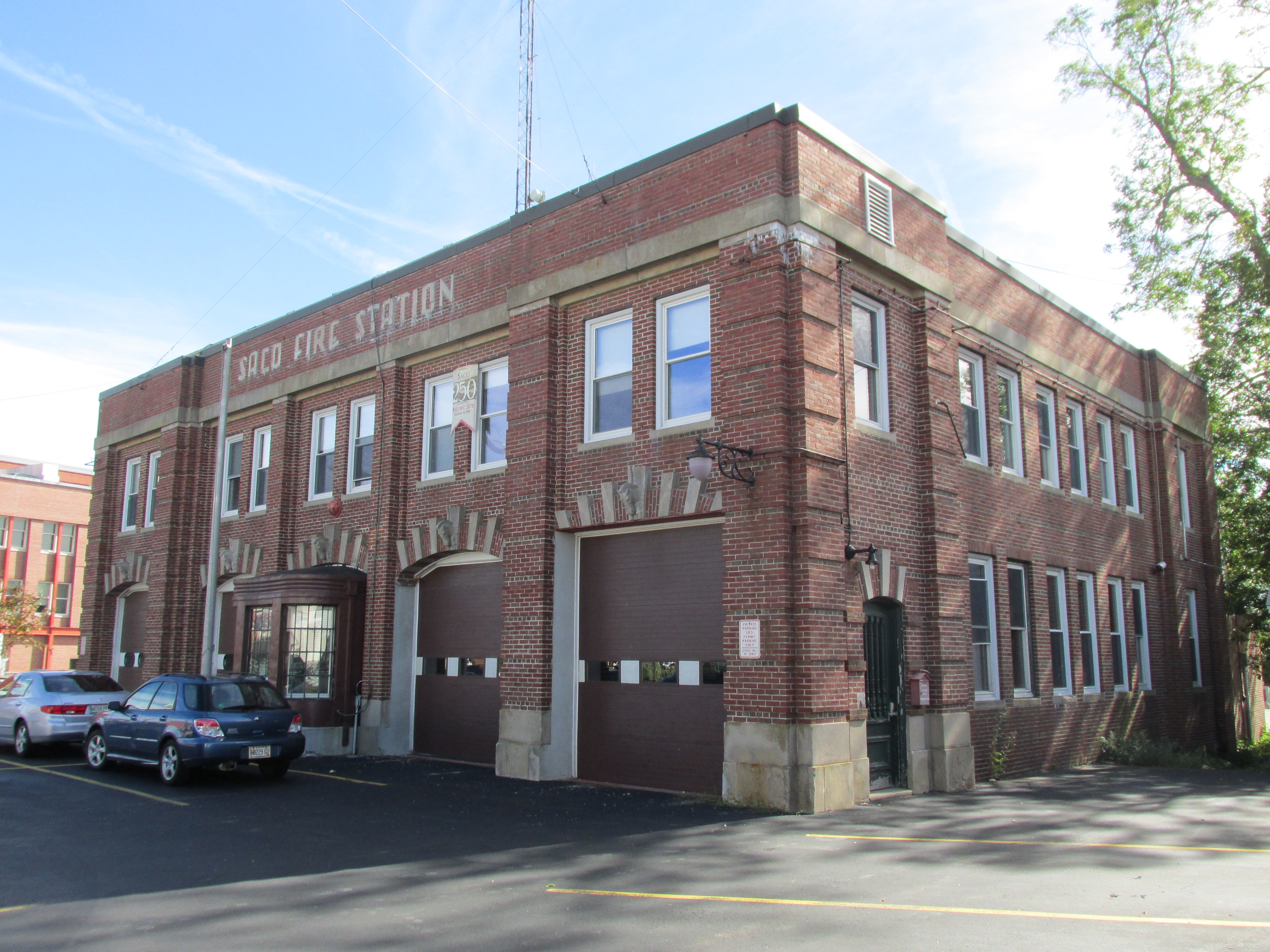